# Rhoptromyrmex schmitzi
Rhoptromyrmex schmitzi là một loài côn trùng thuộc họ Formicidae. Đây là loài đặc hữu của Israel.